# Trần Đình Chung
Trần Đình Chung là một chính trị gia người Việt Nam và tướng lĩnh Công an nhân dân Việt Nam, cấp bậc Thiếu tướng. Ông hiện là Phó Cục trưởng Cục An ninh chính trị nội bộ, Bộ Công an Việt Nam; đại biểu Quốc hội Việt Nam khóa XV nhiệm kì 2021-2026, Uỷ viên Ủy ban Quốc phòng và An ninh Quốc hội Việt Nam.
Ông nguyên là Thành ủy viên, Phó Bí thư Đảng ủy, Phó Giám đốc Công an thành phố Đà Nẵng. Ông là Giám đốc cuối cùng của Sở Cảnh sát Phòng cháy chữa cháy thành phố Đà Nẵng.

## Xuất thân
Trần Đình Chung sinh ngày 25 tháng 8 năm 1967, quê quán tại xã Hòa Tiến, huyện Hòa Vang, thành phố Đà Nẵng.

## Giáo dục
- Giáo dục phổ thông: 12/12
- Đại học chuyên ngành Điều tra tội phạm xâm phạm An ninh quốc gia
- Cao cấp lí luận chính trị
- Thạc sĩ Luật học

## Sự nghiệp
Trần Đình Chung là đảng viên Đảng Cộng sản Việt Nam. Ông được kết nạp vào Đảng Cộng sản Việt Nam ngày 14 tháng 6 năm 1992.

### Công tác tại chính quyền thành phốĐà Nẵng
Ông từng kinh qua nhiều chức vụ tại Công an tỉnh Quảng Nam - Đà Nẵng, từ cán bộ phòng Bảo vệ chính trị 1 Công an tỉnh Quảng Nam - Đà Nẵng đến Phó Trưởng Công an quận Cẩm Lệ.
Từ tháng 8 năm 2011, ông là Phó Giám đốc Cảnh sát Phòng cháy chữa cháy thành phố Đà Nẵng.
Ngày 3 tháng 1 năm 2017, Thiếu tướng Đỗ Ngọc Cẩn - Phó Tổng cục trưởng Tổng cục Chính trị Công an nhân dân, Bộ Công an Việt Nam đã chủ trì buổi lễ công bổ Quyết định bổ nhiệm chức vụ Giám đốc Cảnh sát Phòng cháy chữa cháy thành phố Đà Nẵng cho Đại tá Trần Đình Chung.
Ngày 21 tháng 8 năm 2018, Bộ trưởng Bộ Công an Việt Nam Tô Lâm quyết định sáp nhập lực lượng  Cảnh sát Phòng cháy chữa cháy thành phố vào Công an thành phố Đà Nẵng; đồng thời bổ nhiệm Đại tá Trần Đình Chung giữ chức vụ Phó Giám đốc Công an thành phố Đà Nẵng. Ông trở thành Tư lệnh cuối cùng của Cảnh sát Phòng cháy chữa cháy thành phố Đà Nẵng.
Sáng ngày 4 tháng 11 năm 2019, ông được Ban Bí thư Ban Chấp hành Trung ương Đảng Cộng sản Việt Nam chuẩn y kết quả bổ sung vào Ban Chấp hành Đảng bộ thành phố Đà Nẵng khoá XXI (2015-2020).
Tháng 10 năm 2020, tại Đại hội đại biểu lần thứ XXII Đảng bộ TP Đà Nẵng, ông tiếp tục được bầu vào Ban Chấp hành Đảng bộ thành phố Đà Nẵng khóa XXII (2020-2025).

### Đại biểu Quốc hội Việt Namnhiệm kì 2021-2026
Ngày 23 tháng 5 năm 2021, ông trúng cử Đại biểu Quốc hội Việt Nam khóa XV nhiệm kì 2021-2026 thuộc đoàn đại biểu thành phố Đà Nẵng ở Đơn vị bầu cử số 1 (gồm các quận: Hải Châu, Thanh Khê và Liên Chiểu) với 293.773 phiếu, đạt tỷ lệ 79,99% số phiếu hợp lệ.

### Công tác tạiBộ Công an
Ngày 1 tháng 3 năm 2022, Bộ Công an tổ chức Lễ công bố Quyết định của Bộ trưởng Bộ Công an Việt Nam về việc điều động Đại tá Trần Đình Chung, Thành ủy viên, Phó Bí thư Đảng ủy, Phó Giám đốc Công an thành phố Đà Nẵng giữ chức vụ Phó Cục trưởng Cục An ninh chính trị nội bộ, Bộ Công an Việt Nam.
Ngày 17 tháng 6 năm 2022, Bộ Công an tổ chức lễ công bố Quyết định của Chủ tịch nước về việc thăng cấp bậc hàm cấp tướng đối với Đại tá Trần Đình Chung - Phó Cục trưởng Cục An ninh chính trị nội bộ, Bộ Công an Việt Nam.

## Lịch sử thụ phong quân hàm
| Năm thụ phong | –        | –        | 2008      | 2014   | 2022        |
| ------------- | -------- | -------- | --------- | ------ | ----------- |
| Quân hàm      |          |          |           |        |             |
| Cấp bậc       | Thiếu tá | Trung tá | Thượng tá | Đại tá | Thiếu tướng |

## Phong tặng
Trong quá trình chiến đấu và công tác, Trần Đình Chung đã được tặng thưởng:
- Huy chương Vì an ninh Tổ quốc
- Huy chương Chiến sĩ vẻ vang
- Bằng khen của Bộ trưởng Bộ Công an Việt Nam năm 2014, 2016, 2017, 2020